# طواف إيطاليا 1977
طواف إيطاليا 1977 هو سباق دراجات هوائية أقيم في إيطاليا بتاريخ 20 مايو – 12 يونيو، تكون السباق من 22 مرحلة وامتدّ لمسافة 3968 كم بسرعة 36.932 كم/س، استغرق السباق 107 ساعة 27 دقيقة 16 ثانية. فاز به البلجيكي ميشال بولنتير.